# Arvid Ohrling
Arvid Vilhelm Ohrling, född 1 februari 1877 i Gävle, död 11 april 1972 i Råsunda, Solna, var en svensk spjutkastare som tävlade för AIK.
Vid OS i Stockholm 1912 kom Ohrling i spjutkastning på 10:e plats sammanlagt och 16:e plats, bästa hand.
Arvid Ohrling är begravd på Norra begravningsplatsen utanför Stockholm.

## Fotnoter
1. ↑  Arvid Ohrling på Olympedia (engelska)
2. ↑  Sveriges Dödbok 1901–2009, DVD-ROM, Version 5.00, Sveriges Släktforskarförbund (2010).